# Marek Malík
Marek Malík (ur. 24 czerwca 1975 w Ostrawie) – czeski hokeista występujący na pozycji obrońcy.

## Kluby
- przed 1994 – HC Vítkovice
- 1994-1996 – Springfield Falcons
- 1996-1997 – Hartford Whalers
- 1997-1998 – Malmö Redhawks
- 1998-2002 – Carolina Hurricanes
- 2002-2004 – Vancouver Canucks
- 2004-2005 – HC Vítkovice
- 2005-2008 – New York Rangers
- 2008-2009 – Tampa Bay Lightning
- 2009 – HC Vítkovice
- 2009-2010 – Servette Genewa
- 2010-2013 – HC Vítkovice
- 2013-2014 – HC Innsbruck

W latach 1998–2009 Malík grał w National Hockey League. W 2006 roku podczas zimowych igrzysk olimpijskich wraz z reprezentacją Czech zdobył brązowy medal w turnieju mężczyzn. 7 maja 2014 oficjalnie zakończył sportową karierę.

## Osiągnięcia i sukcesy
- 1993 – Europejskie Mistrzostwa Juniorów (brązowy medal)
- 1994 – Światowe Mistrzostwa Juniorów
- 1995 – Światowe Mistrzostwa Juniorów
- 2004 – Światowe Mistrzostwa
- 2004 – NHL Plus/Minus Award (wraz z Martinem St. Louisem)
- 2006 – Zimowe Igrzyska Olimpijskie (brązowy medal)